# 聖安多尼堂 (香港)
聖安多尼堂（英語：St. Anthony's Church）是一所位於香港石塘咀薄扶林道的天主教教堂，由天主教香港教區和慈幼會共同管理，同時為慈幼會之港島區聖堂，建立於1953年6月13日，由白英奇主教為新堂祝聖。

## 牧職人員
- 主任司鐸：吳多祿神父 (Rev. Fr. Ng Dor Lok Peter S.D.B.)
- 助理司鐸：黃家輝神父 (Rev. Fr. Wong Ka Fai Stephen S.D.B.)
- 駐堂司鐸：梁啟光神父 (Rev. Fr. Paul Leung S.D.B.)、劉戩雄神父 (Rev. Fr. Joseph Lau S.D.B.)

## 地理位置
聖堂位於第三街與山道之間的薄扶林道，聖堂的左邊側牆平行地緊貼著馬路而建，在香港大學本部陸佑堂對面。六十年代由中環作起點的公共交通汽車的大學站路線，就在聖堂門前作終點站。
為方便教友參與宗教活動，除了聖安多尼堂外，堂區更包括以下的彌撒中心：
- 上智之座小堂（英語：Our Lady Seat of Wisdom Chapel），位於香港大學利瑪竇宿舍。於1929年建立，前身為利瑪竇宿舍小堂。
- 聖類斯小堂（英語：St. Louis School Chapel），位於香港聖類斯中學。

## 歷史

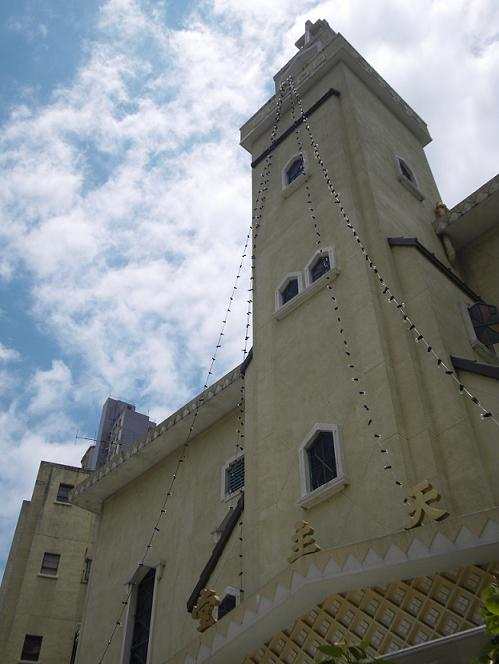
聖安多尼堂外貌

聖安多尼堂的前身是1864年米蘭會會士於般含道（今明愛凌月仙幼稚園所在地）建立的小堂聖心堂，奉聖安多尼聖師為主保。1875年，小堂由基督學校修士會接辦。1879年聖安多尼堂在聖心小堂毗鄰建成（今英皇書院所在地），小堂便關閉，由聖安多尼堂繼承。
1921年因政府收地，遂遷往第三街聖類斯工藝院，並交由瑪利諾會主持。1927年慈幼會會士抵達香港，接辦聖類斯工藝院。1933年慈幼會決定興建新教堂，並由當時恩理覺主教批准有正式主理婚配權。1947年當時的主任司鐸韋助力神父親往美國勸捐，獲款10餘萬元，加上「玫瑰會所」（即今「女聖體會」）與全堂區教友鼎力支持下，始能動工。
1952年6月8日聖安多尼堂在今日的位置舉行奠基，由教區副主教戴迪遐齡神父主持祝聖基石儀式。1953年教堂趕及在主保安多尼瞻禮日（6月13日）完成，由教區主教白英奇主持祝聖後啟用。
1963年聖安多尼堂十週年紀念，由主任司鐸恩澤民神父籌辦的聖安多尼小學宣告啟用，並由白英奇主教祝聖開幕。1968年劉志剛神父成為首任華人司鐸。1970年創立「傳教協會」（即「堂區議會」之前身），為當時教區中少數有健全善會聯繫制度的堂區之一。
1971年聖類斯學校在去年中移交一列課室（即「會議中心」現址），劉神父將課室改為各類會議室、圖書館、影音室等，並發展青年中心及堂區議會，使統籌及協調堂區內的傳教及牧民工作更能達到標準。1978年何廣凌神父接手處理籌備裝修大計，分二期進行，期間進行大型籌款活動，並藉著建堂銀禧紀念，將教友及善會的圈子拉近，當年的堂區活動與善會人數亦為歷年之冠。1984年整體建設完成。
1993年堂區再進行裝修將，分為三期進行，首先修建天面及外牆，繼以在堂慶後進行聖堂內的修建，最後則為會議中心的改建。至於四十週年的各類活動亦順利展開，到達六月舉行四十週年堂慶感恩祭及聯歡晚宴。1994年聖安多尼堂第二期裝修完成。李海龍神父繼任為主任司鐸。上任後，李神父立刻著手籌備第三期裝修。1996年慶祝聖安多尼冊封為教會聖師的金慶。取得附有証書的聖安多尼聖髑（聖人的皮膚），在聖安多尼堂聖安多尼像前奉放。由教宗代表  祝聖的聖母進教之佑像，供日後聖母出遊用。1997年紀念聖安多尼堂奠基四十五週年。
2001年在聖體聖血節恢復闊別了30多年的聖體出遊。

## 建築風格

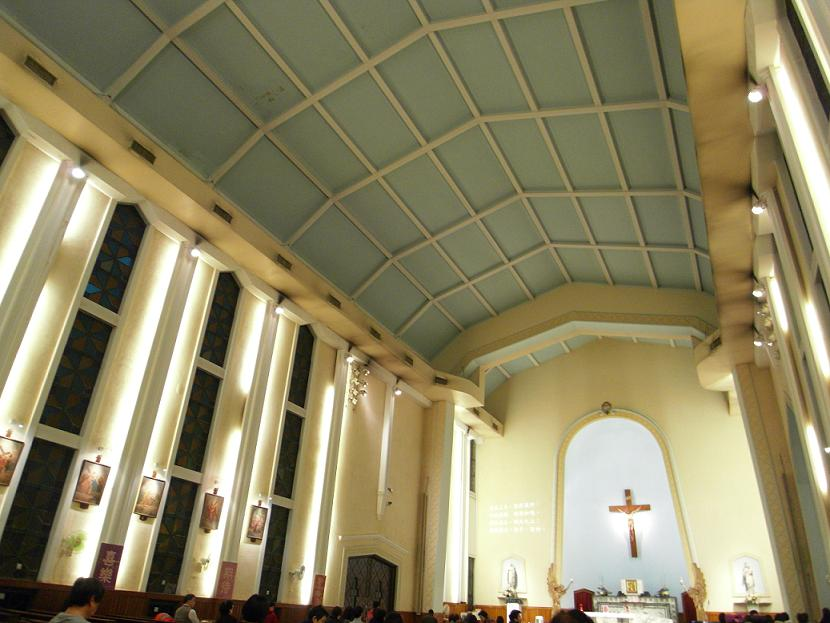
聖安多尼堂內貌

### 聖堂外貌
聖堂面向馬路的大門及大閘現在都沒有使用，教友慣常出入的門口設在聖安多尼學校內。聖堂入口放置著慈幼會會祖聖鮑思高（John Bosco，1813-1888）的塑像，他親切地將左手搭在聖多明我沙維豪（Dominic Savio，1842-1857）肩膊上，他們都是慈幼會特別恭敬的聖人。聖堂外露天的一角設有露德聖母洞，種有花草，是繁喧市區中的一個使人重返大自然的角落。

### 聖堂內貌
進入聖堂後，可看到聖堂內部沒有支柱，寛濶的空間，像是一個小型的天空。由縱橫線條裝飾的平頂，令人感覺像身在一架大蓬車內。聖堂最前方的正祭台，背後是一個圓拱，兩邊有吹著喇叭的漆金天使塑像。
圓拱外的兩側，左邊是聖母進教之佑像，右邊是耶穌聖心像。祭台頂的圓拱中央，有一個浮雕徽號以拉丁寫著博愛篤信（Fide et Caritate）。1960年代禮儀改革前，正祭台上方供奉的是聖安多尼塑像，現在該塑像放在聖堂右邊的側祭台上。在這側祭台上有一個特製的像小型座檯圓形面鏡的聖髑顯供架，在中央設有如手掌般大小的圓盒，逢星期二供奉聖安多尼的骸骨，其他日子便供奉聖人的皮膚。聖安多尼的聖髑很受信徒的敬重，很多人為了尋找遺失了的人和物，都特地前來要求他代禱。教會內稱聖安多尼為「失物主保」。

## 主保聖人

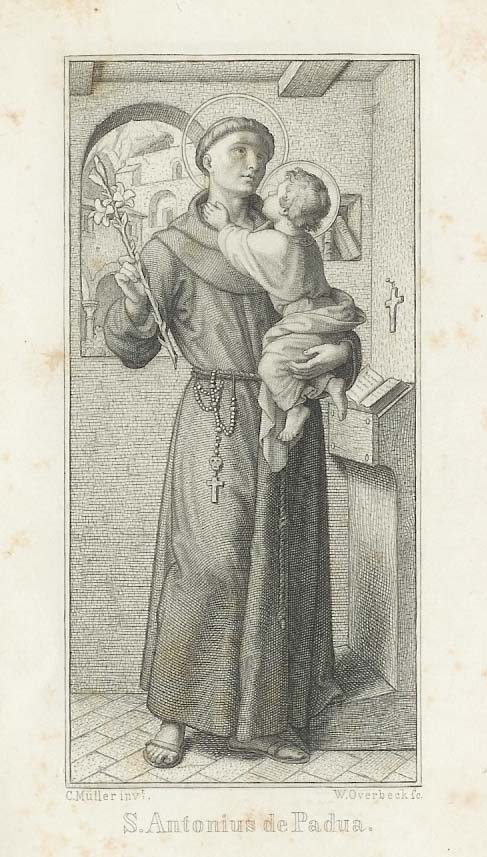
聖安多尼

聖安多尼（Saint Anthony，1195年8月15日—1231年6月13日），生於葡萄牙里斯本一個貴族家庭，父親馬爾定·步雄及母親德肋撒·達衛辣都是葡國望族後裔。安多尼在受洗取名福爾南多（Fernando de Bulhões）。15歲加入「聖奧斯定會」，晉陞鐸品後轉到阿里伐賚城的「方濟各會」，易名安多尼，是他所駐修院的名稱，度祈禱、赤貧、謙卑的生活。
因學識廣博而被委派作巡迴講道，先後到義大利及法國各處傳揚天主的道理，被譽為「聖經的活庫」（jewel case of the Bible）及「教會的聖師」。36歲積勞成疾，榮歸天國於義大利巴度亞（Padua），因此得名「巴度亞的聖人」。

## 彌撒禮儀時間

### 彌撒
- 主日彌撒：07:00、08:30、10:00、18:00(粵語)
- 11:30(英語)
- 星期六提前主日彌撒：20:00(粵語)
- 平日彌撒：07:15、18:00(粵語)

## 外部連結
- 聖安多尼堂官方網站 （页面存档备份，存于）
- 上智之座小堂